# Aplysina compacta
Aplysina compacta är en svampdjursart som beskrevs av Carter 1881. Aplysina compacta ingår i släktet Aplysina och familjen Aplysinidae.
Artens utbredningsområde är havet kring Australien. Inga underarter finns listade i Catalogue of Life.